# サントメンナ
サントメンナ（伊: Santomenna）は、イタリア共和国カンパニア州サレルノ県にある、人口約400人の基礎自治体（コムーネ）。

## 地理

### 位置・広がり

#### 隣接コムーネ
隣接するコムーネは以下の通り。括弧内のPZはポテンツァ県所属を示す。
- カステルヌオーヴォ・ディ・コンツァ
- ラヴィアーノ
- ペスコパガーノ (PZ)